# Petreto-Bicchisano
Petreto-Bicchisano (en cors Pitretu è Bicchisgià) és un municipi francès, situat a la regió de Còrsega, al departament de Còrsega del Sud. L'any 2004 tenia 549 habitants.

## Demografia
| 1954 | 1962 | 1968 | 1975 | 1982 | 1990 | 1999 |
| ---- | ---- | ---- | ---- | ---- | ---- | ---- |
| 788  | 747  | 659  | 643  | 585  | 549  | 559  |

## Administració
| Període   | Identitat         | Partit | Qualitat |  |
| --------- | ----------------- | ------ | -------- |  |
| 2001-2008 | Fieschi Toussaint |        |          |  |
| 2008-     | Nicolaï Jacques   |        |          |  |

## Personatges il·lustres
- René Tomasini (1919-1983) polític
- Paulin Colonna d'Istria (1905-1982) militar